# Lilla Bergtjärnen, Västmanland
Lilla Bergtjärnen är en sjö i Hällefors kommun i Västmanland och ingår i Göta älvs huvudavrinningsområde. Sjön är 3 meter djup, har en yta på 0,003 kvadratkilometer och är belägen 194 meter över havet.